# André Marois
Pour les articles homonymes, voir Marois.
Ne doit pas être confondu avec André Maurois.
André Marois, né le 21 mars 1959 à Créteil (France), est un écrivain québécois d'origine française installé à Montréal depuis 1992.

## Biographie
Né le 21 mars 1959 à Créteil (France), André Marois étudie deux mois en arts plastiques et cinéma à l’université Paris VIII, puis deux ans par correspondance pour obtenir le brevet de technicien supérieur (BTS) en publicité, en 1981. Il effectue ensuite son service militaire comme dessinateur chez les pompiers de Paris, puis commence une carrière de concepteur-rédacteur publicitaire en 1987, dans diverses agences parisiennes. Il émigre à Montréal en 1992 pour travailler comme concepteur-rédacteur pigiste jusqu’en 2006. Il y habite toujours avec sa famille et ses trois enfants, en plein cœur du Plateau-Mont-Royal.
Depuis 1999, il publie des romans noirs pour les adultes, des romans policiers et de science-fiction pour les enfants et les adolescents, ainsi que des nouvelles pour tirer sur tout ce qui bouge. Il écrit aussi des albums jeunesse qui ne sont pas des polars.
Scénariste et chroniqueur, il affectionne les histoires sombres. Il anime des ateliers autour du roman policier et de la science-fiction.
Il a collaboré à titre de nouvelliste à des revues et magazines au Québec et en France : Urbania, Alibis, Moebius, L’Ours polar, Plaisirs de vivre, Infopresse, Zinc... En 2017, il signe le scénario du projet numérique collectif Tout garni. Son roman Accidents de parcours a été classé parmi les dix polars québécois incontournables, sélectionnés par le magazine Québec français du printemps 2006.
À l’hiver 2009, son conte Noël Bio a pris l’affiche du spectacle Les Contes Urbains au théâtre La Licorne à Montréal.
En 2015, il remporte le prix du Gouverneur général avec Patrick Doyon pour leur livre jeunesse illustré Le Voleur de sandwichs.
André Marois est membre de l'UNEQ - l'Union des écrivaines et des écrivains québécois.
En 2024 est publié son roman jeunesse La Truite, illustré par Jimmy Beaulieu. Pour Télérama, « Alex passe quelques jours chez sa mère. Peu à peu, un malaise s’installe chez l’adolescent. Le romancier québécois André Marois sonde la solitude avec maestria ».

## Œuvres

### Romans
- 1999 - Accidents de parcours, Éd. La Courte Échelle (Édition de poche 2006)
- 2000 - Tête de pioche, Éd. Les Allusifs
- 2003 - Les effets sont secondaires, Éd. la courte échelle
- 2007 - Passeport pathogène, Éd. Héliotrope (illustré par Pascal Hierholz)
- 2010 - Sa propre mort, Éd. La Courte Échelle
- 2010 - 9 ans, pas peur, Éd. La Courte Échelle
- 2013 - La Fonction, Éd. La Courte Échelle
- 2013 - 10 ans, pas méchant, Éd. La Courte Échellee
- 2014 - Mort à Bali, Éd. Hexart, Indonésie (illustré par Pascal Hierholz)
- 2016 - Bienvenue à Meurtreville, Éd. Héliotrope
- 2019 - Je ne suis pas fou, Éd. Héliotrope
- 2019 - Charlotte Destin, ill. Stéphane Jorisch, Éd. Somme toute
- 2021 - Irrécupérables, Éd. Héliotrope
- 2023 - La Sainte Paix, Éd. Héliotrope

### Recueils de nouvelles
- 1998 - Circonstances particulières, Éd. L’instant même (coauteur)
- 2001 - 38 morts dont 9 femmes, Éd. Trait dʼunion
- 2005 - Boucs émissaires, Éd. Les 400 coups (coauteur)
- 2006 - Du cyan plein les mains, Éd. La Courte Échelle
- 2008 - M. O. Crimes of Practice (Crime Writers’ Association Anthology), Comma Press (en), Londres (coauteur)
- 2011 - Tab'arnaques, Éd. Québec Amérique (coauteur avec Luc Baranger)
- 2011 - Petit feu, Éd. La Courte Échelle
- 2012 - Printemps Spécial, Éd. Héliotrope (coauteur)
- 2013 - Santé!, Éd. L'atelier Mosecu, France (coauteur)
- 2014 - Des nouvelles du père, Éd. Québec Amérique (coauteur)
- 2015 - 13 peurs, Éd. Bayard Canada (coauteur)
- 2015 - Crimes à la bibliothèque, Éd. Druide (coauteur)
- 2017 - Montréal noir, Éd. Somme toute (coauteur)
- 2018 - L'oeuvre incomplète d'Amilcar Torpp, Éd. Somme toute (illustré par Pierre Pratt)
- 2018 - Mystères à l'école, Éd. Druide (coauteur)

### Romans graphiques
- 2022 - Débarqués, illustré par Michel Hellman, Éditions La Pastèque

.

### Romans et albums jeunesse
- 1999 - Un ami qui te veut du mal, illustré par Gérard DuBois, Éd. Boréal
- 1999 - Le Chat botté à New York, Éd. Les 400 coups
- 1999 - Riquet à la Houppe, illustré par Gérard DuBois, Éd. Les 400 coups
- 2000 - Tueurs en 4x4, Éd. Albin Michel, collection « Le Furet enquête »
- 2000 - Blanc comme la mort, Éd. Boréal
- 2001 - Les voleurs d’espoir, Éd. La Courte Échelle + réédition en 2013
- 2002 - Meurtre à l’écluse 50 - Série Jérémie et Malie, Éd. La Courte Échelle
- 2004 - Avis de recherche - Série Jérémie et Malie, Éd. La Courte Échelle
- 2005 - Vol à l’étalage - Série Jérémie et Malie, Éd. La Courte Échelle
- 2006 - Au feu ! - Série Jérémie et Malie, Éd. La Courte Échelle
- 2006 - La main dans le sac, Éd. La Courte Échelle
- 2008 - Papy, où t’as mis tes dents ?, illustré par Virginie Egger, Éd. Les 400 coups
- 2009 - Les Allergiks, Éd. de La Courte Échelle, collection Epizzod
- 2010 - J'aime pas les mascottes, Éd. Les 400 coups
- 2010 - Mesures de guerre, Éd. Boréal
- 2011 - En mai, fais ce qu'il te plaît, Éd. Boréal
- 2012 - La Forêt des insoumis, Éd. Boréal
- 2012 - Le Noël blanc de Chloé, illustré par Alain Pilon, Hors commerce
- 2013 - Les Voleurs de mémoire, Éd. de La Courte Échelle
- 2013 - Petit Pat tome 1 : Tout le monde dehors !, Éd. de La Courte Échelle
- 2014 - Petit Pat tome 2 : Ma grand-mère est plus forte que la tienne, Éd. de La Courte Échelle
- 2014 - Où est Agota ? (réédition en 1 volume des 13 épisodes des Allergiks), Éd. de La Courte Échelle
- 2014 - Le voleur de sandwichs, illustré par Patrick Doyon, Éd. La Pastèque
- 2015 - Les voleurs du soir, Éditions de La Courte Échelle
- 2015 - Le Noël blanc de Chloé, illustré par Alain Pilon, Éd. Grasset jeunesse, France
- 2015 - On aurait dit, illustré par Gérard DuBois, Éd. Comme des géants
- 2015 - Aux toilettes, illustré par Pierre Pratt, Éd. Druide
- 2016 - Lâchez les chiens!, Éd. Bayard Canada
- 2017 - La Cavale, Éd. Bayard Canada
- 2018 - Moi, c'est Tantale, Éd. Isatis (illustré par Julien Castanié)
- 2019 - À une minute près, Éd. Leméac
- 2019 - André et moi (4 titres), ill. Iris, Éd. Fonfon
- 2019 - Les Héros de la canicule, ill. Cyril doisneau, Éd. La Courte Échelle
- 2019 - Défense de courir, collection Oser Lire, Éd. Bayard Canada
- 2020 - L'Alerte au feu, collection La classe de Madame Tzatziki, ill. Célia Marquis, Éd. La Pastèque
- 2020 - Fric-Frac, Parcours d'un billet de banque, collection Griff, ill. Pauline Stive, Éd. de l'Isatis
- 2021 - Trois minutes de plus, Éd. Leméac
- 2024 - La Truite, illustrations de Jimmy Beaulieu, éd. D'Eux, coll. L'humanité au bout des yeux

### Autres publications
- 1991 - Hop !, nouvelle, revue N comme Nouvelles, Paris (France), 4 p.
- 1995 - Dialogue de sourds, nouvelle, revue Nouvelles fraîches, Montréal, 5 p.
- 1995 - Belle mort, nouvelle, revue STOP, 5 p.
- 1995 - Van Gogh a encore frappé, nouvelle, journal Voir, 1 p.
- 1995 - Bibliothèque, nouvelle, revue Moebius, Montréal, 6 p.
- 1995 - Hop !, nouvelle, revue Les saisons littéraires, Montréal, 3 p.
- 1995 - Torrents, nouvelle, revue Les saisons littéraires, Montréal, 4 p.
- 1996 - Vieux con, nouvelle, revue Les saisons littéraires, Montréal, 6 p.
- 1996 - Femme cherche homme, nouvelle, revue Les saisons littéraires, Montréal, 5 p.
- 1997 - Péché originel, nouvelle, revue Les saisons littéraires, Montréal, 9 p.
- 1998 - Tout pour plaire, nouvelle, revue Les saisons littéraires, Montréal, 7 p.
- 1998 - Et Dieu dans tout ça ?, nouvelle, magazine Écrits Vains, Belgique, 4 p.
- 1999 - On n’a que ce qu’on mérite, nouvelle, revue Tableaux, Montréal, 5 p.
- 1999 - Histoire vécue, nouvelle, revue Moebius, Montréal, 18 p.
- 1999 - 2 litres de soda, nouvelle, revue Les saisons littéraires, Montréal, 7 p.
- 1999 - Le tueur autodidacte, nouvelle, magazine Polar, Ligny (Belgique), 7 p.
- 2002 - En face, nouvelle, revue Moebius, Montréal, 8 p.
- 2003 - Du cyan plein les mains, nouvelle, magazine Alibis, Beauport, 8 p.
- 2003 - Le vrai du faux, nouvelle, L’Ours Polar, Saint-Macaire (France), 5 p.
- 2003 - Le musée des odeurs, nouvelle, magazine Urbania, Montréal, 2 p.
- 2004 - Je me tue et j’arrive, nouvelle, magazine Alibis, Beauport, 5 p.
- 2004 - Dollarama, nouvelle, revue Moebius, Montréal, 8 p.
- 2004 - Pomme Z, nouvelle, revue L’Ours Polar, Saint-Macaire (France), 4 p.
- 2004 - Le bruit qui tue, nouvelle, magazine Urbania, Montréal, 2 p.
- 2005 - Survie, nouvelle, magazine Alibis, Beauport, 11 p.
- 2005 - Le dernier gars, nouvelle, magazine Urbania, Montréal, 2 p. et 2009, magazine Urbania
- 2005 - Terminus Sherbrooke, nouvelle, magazine Urbania, Montréal, 1 p.
- 2005 - Publicité bidon, nouvelle, magazine Urbania, Montréal, 2 p.
- 2006 - Or donc, nouvelle, magazine Plaisirs de vivre, Montréal, 1 p.
- 2006 - Cash !, nouvelle, magazine Alibis, Québec, 5 pages
- 2006 - Maudit Français !, nouvelle, magazine Urbania, Montréal, 2 p.
- 2006 - Végé-pâté, nouvelle, journal Le Devoir, Montréal, 1 p.
- 2006 - Ouf ! fou, nouvelle, magazine Urbania, Montréal, 2 p.
- 2007 - Tu l’as dit bouffi, nouvelle, magazine Urbania, Montréal, 2 p.
- 2007 - Petit feu, nouvelle, magazine enRoute, Montréal, 4 p.
- 2007 - Les dents de la mort, nouvelle, Plaisirs de vivre, Montréal 4 p.
- 2007 - Fired, nouvelle, magazine Victor, Montréal, 1 p.
- 2007 - Toutes mes excuses, nouvelle revue L’Ours Polar, Langon (France), 4 p. et 2009 revue Zinc, Montréal, 4 p.
- 2007 - La chose, nouvelle, magazine Plaisirs de vivre, Montréal, 8 p.
- 2007 - Sortie à Hochelaga, nouvelle, magazine Urbania, Montréal, 3 p.
- 2007 - Name dropping, nouvelle, magazine Urbania, Montréal, 3 p.
- 2007 - C’était bon !, nouvelle, magazine Gaspésie gourmande, Caplan, 4 p.
- 2008 - Ensemble pour mieux servir, nouvelle, magazine Urbania, Montréal, 2 p.
- 2008 - Hochelaga, nouvelle, magazine Urbania, Montréal, 2 p.
- 2008 - Just coming, after I kill myself, nouvelle, recueil M.O., Comma Press, Londres (G-B), 6 p.
- 2008 - Luxe instantané, nouvelle, magazine Urbania, Montréal, 2 p.
- 2008 - L’accidentophiliste, nouvelle, magazine Urbania, Montréal, 2 p.
- 2008 - Quitter une île pour une autre, article, magazine Plaisir de vivre, Montréal, 11 p.
- 2008 - Ça va refroidir, nouvelle, magazine Gaspésie gourmande, Caplan, 4 p.
- 2009 - Le lac aux adons, nouvelle, magazine Alibis, Beauport, 8 p.
- 2009 - La Police a du caractère, nouvelle, magazine Pica, Montréal, 2 p.
- 2009 - Le poisson parano, nouvelle, magazine Plaisirs de vivre, Montréal, 2 p.
- 2007, 08, 09, 10, 11 et 12 - Mon œil !, chronique mensuelle, magazine Infopresse, Montréal, 1 p.
- 2010 - Payer sa dette, nouvelle, magazine Urbania, Montréal, 1 p.
- 2010 - Créativité létale, nouvelle, magazine Alibis, Beauport, 10 p.
- 2010 - Fils de haine, nouvelle, revue Moebius, Montréal, 8 p.
- 2010 - Nouvelle police, nouvelle, magazine Pica, Montréal, 2 p.
- 2011 - Cache crash, nouvelle, hors série La courte échelle, Montréal, 10 p.
- 2012 - Plan Sud, nouvelle, magazine Urbania, Montréal, 2 p.
- 2012 - Féo à la plage, nouvelle, revue Zinc, Montréal, 4 p.
- 2012 - Je n'étais pas là, nouvelle, Printemps spécial, Héliotrope, 8 p.
- 2012 - Sortie de garage, nouvelle, Zone d'écriture Radio-Canada, 1 p.
- 2013 - Trois petites morts avant la grande, nouvelle, Santé!, Atelier Mosecu, France, 17 p.
- 2013 - Loulou le gars roux, nouvelle, magazine Urbania, Montréal, 2 p.
- 2014 - Médecine létale, nouvelle, revue Vérité, Justice et Politique, Montréal, 3 p.
- 2015 - La truc avec les Turcs, nouvelle, Meurtre à la bibliothèque, Druide, Montréal, 8 p.
- 2015 - Peur de rien, nouvelle, Bayard Canada, Montréal
- 2015 - 13 peurs, nouvelle, Bayard Canada, Montréal, 10 p.
- 2015 - Héros sans mots, nouvelle, site Radio-Canada, Montréal, 2 p.
- 2017 - Facteur aggravant, nouvelle, site Opuscules.ca, Montréal.

## Prix et distinctions
- L'Alerte au feu, illustré par  Célia Marquis, finaliste Prix des libraires du Québec Jeunesse 2021[5] (Catégorie Québec, 6-11 ans)
- À une minute près, liste préliminaire Prix des libraires du Québec jeunesse 2020 12-17, finaliste au Prix jeunesse des univers parallèles 2021
- Moi, c'est Tantale (ill. Julien Castanié), finaliste au Prix Hubert Reeves 2019, finaliste au Prix TD 2019[6], finaliste au Prix Alvine-Bélisle 2019, finaliste au Prix Roberval (France) 2019, finaliste au Prix des libraires du Québec jeunesse 2020 12-17
- Aux toilettes (ill. Pierre Pratt), Sélection White Ravens 2016[7], Prix Choix du public TD/Radio-Canada 2016[8], Prix Peuplier 2017 [9](Ontario), Finaliste au Prix TD 2016, 1re position palmarès Communication-Jeunesse 16-17
- Le Voleur de sandwichs (ill. Patrick Doyon), Prix du Gouverneur général 2015[10] - livre jeunesse illustré, Prix Alvine-Bélisle 2015, Sélection White Ravens 2015, Finaliste au prix TD 2015, Finaliste au Prix Jeunesse des libraires du Québec 2015, Prix Lecture en tête 2016 (France), Prix des Incorruptibles[11] 2017 (France), Prix Atrapallibres 2018 (Barcelone), Prix Ravinala du livre voyageur 2018 (Madagascar)
- Les Voleurs de mémoire, Prix des libraires du Québec, 2013, catégorie jeunesse 12-17 ans.
- Mesures de guerre, finaliste au Prix des libraires du Québec, 2011, catégorie jeunesse 9-13 ans.
- Sa propre mort, finaliste au Prix Saint-Pacôme du roman policier, 2010.
- Les effets sont secondaires, finaliste au Prix Saint-Pacôme du roman policier et au Prix Arthur-Ellis Crime Writers of Canada , 2003.
- Mon œil, grand prix chronique d’humeur des Magazines du Québec, Montréal, 2010.
- Mon œil, grand prix chronique d’humeur des Magazines du Québec, Montréal, 2008.
- Petit feu, 2e prix au concours des Prix littéraires Radio-Canada, catégorie nouvelles, Montréal, 2006.
- Le tueur autodidacte, gagnante du concours de nouvelles policières de Ligny, Belgique, 1999.
- Belle mort, gagnante du concours de nouvelles de la revue Stop, Montréal, 1995.
- Dialogue de sourds, gagnante du concours de nouvelles de la revue Nouvelles Fraîches, Montréal, 1994.
- Van Gogh a encore frappé, gagnante du concours de nouvelles policières du journal Voir, Montréal, 1993.

## Traductions
- Le Voleur de sandwichs: anglais (US), coréen, catalan, turc, polonais, italien, chinois
- On aurait dit: italien, allemand[12], mandarin
- Mort à Bali: anglais
- Tueurs en 4x4: allemand
- Je me tue et j'arrive: anglais
- Le Noël blanc de Chloé: allemand